# Cristel Carrisi
Cristèl Chiara Carrisi (Cellino San Marco, 25 dicembre 1985) è una conduttrice televisiva, stilista e cantautrice italiana.

## Biografia
Figlia dei cantanti Al Bano, al secolo Albano Carrisi, e Romina Power, ha tre fratelli biologici, Ylenia (1970 - morte presunta nel 1993), Yari (1973) e Romina Jr. (1987), e due fratellastri, Jasmine (2001) e Albano Jr. (2002), figli del padre e della sua seconda compagna Loredana Lecciso; suoi nonni materni furono gli attori Tyrone Power e Linda Christian.
Ha inciso due album e tenuto concerti in alcune città italiane (quali Roma, Verona, Gorizia) nel 2010. Per la sua popolarità dovuta al fatto di essere una figlia d'arte, ha partecipato in qualità di ospite a numerose trasmissioni televisive, fra cui Domenica in, Verissimo e Ciak... si canta!, mentre nel 2005 ha preso parte come concorrente alla seconda edizione del reality show La fattoria.
Nel 2010 collabora con Al Bano nella canzone Il volo, pubblicata in Germania sul CD del padre intitolato The Great Italian Songbook. La canzone era stata incisa inizialmente dal cantante Zucchero Fornaciari, nel 1995. Nel 2012 esordisce al cinema con il film Con tutto l'amore che ho del regista Angelo Antonucci, al fianco di Barbara De Rossi, Sandra Milo, Biagio D'Anelli.

### La carriera televisiva
Nel 2013 è inviata per il programma Mission, assieme al padre e alla sorella Romina Carrisi, nei campi profughi per i rifugiati politici dell'UNHCR in Giordania; la loro esperienza viene trasmessa su Rai 1 il 4 dicembre 2013. Per la stessa rete, dal 28 marzo al 25 aprile 2014 partecipa a La pista, talent show condotto da Flavio Insinna, nel ruolo di coach e caposquadra del gruppo di ballo Con-fusione. Nell'inverno dello stesso anno è protagonista assieme alla sua famiglia del docu-reality Casa Carrisi, in onda su Telenorba. Per la stessa rete, dal 13 aprile 2015 conduce il programma culinario Cucina Cristèl.
Dal 17 al 21 novembre 2015 conduce la 58ª edizione dello Zecchino d'Oro insieme a Flavio Montrucchio. Il 25 dicembre conduce su Rai 1, affiancata da Veronica Maya e Barbara De Rossi, la puntata natalizia dello Zecchino d'Oro intitolata Lo Zecchino di Natale. Dal 20 febbraio al 24 aprile dello stesso anno prende parte alla seconda edizione di Top - Tutto quanto fa tendenza, magazine di moda e tendenze in onda in seconda serata su Rai 1, nel ruolo di inviata e co-conduttrice. Partecipa anche alla versione estiva del programma e alla terza edizione, in onda dal 25 febbraio 2017.
Nell'estate del 2018 partecipa alla docufiction creata dal padre Madre mia, in onda su Rete 4.  Il successivo 15 settembre, durante un'intervista a Verissimo, annuncia la fine della sua carriera musicale. Il 23 e il 30 gennaio 2019 presenta 55 passi nel sole, due serate evento trasmesse da Canale 5 per celebrare i 55 anni di carriera di Al Bano.

### Vita privata
Il 3 settembre 2016 sposa a Lecce l'imprenditore cileno-croato Davor Luksic. La coppia ha tre figli, Kay Tyrone, nato il 10 maggio 2018, Cassia Ylenia, nata il 10 agosto 2019 e Ryo Inés, l'ultima arrivata, nata il 23 settembre 2021.
Madre Teresa di Calcutta è stata sua madrina di battesimo, nel giugno del 1986.

## Televisione
- La fattoria 2 (Canale 5, 2005) - concorrente
- Mission (Rai 1, 2013) - inviata
- La pista (Rai 1, 2014) - coach
- Casa Carrisi (Telenorba, 2014)
- Cucina Cristèl (Telenorba, 2015)
- 58º Zecchino d'Oro (Rai 1, 2015)
- Lo Zecchino di Natale (Rai 1, 2015)
- Top - Tutto quanto fa tendenza (Rai 1, 2016-2017)
- Top - Tutto quanto fa tendenza Estate (Rai 1, 2016)
- Celebrity Bake Off (Real Time, 2017) - concorrente
- Madre mia (Rete 4, 2018)
- 55 passi nel sole (Canale 5, 2019)

## Discografia

### Album
- 2005 - I Promise (Edel Music)[12]
- 2010 - Il tempo, il nulla, l'amore ed io... (Azzurra Music)[13]

### Singoli
- 2005 - I Promise
- 2010 - Custodi
- 2021 - Get Lucky (Acoustic Cover)
- 2021 - Roses

### Partecipazioni
- 2010 - Il volo (duetto con Al Bano) in The Great Italian Songbook

### Video musicali
- 2005 - I Promise
- 2010 - Custodi
- 2014 - Get Lucky (Acoustic Cover)